# Jules Exbrayat
Pour les articles homonymes, voir Exbrayat.
Jules Exbrayat, né le 26 février 1809 à Lyon et décédé dans cette même commune le 23 avril 1857 est un architecte français.

## Biographie

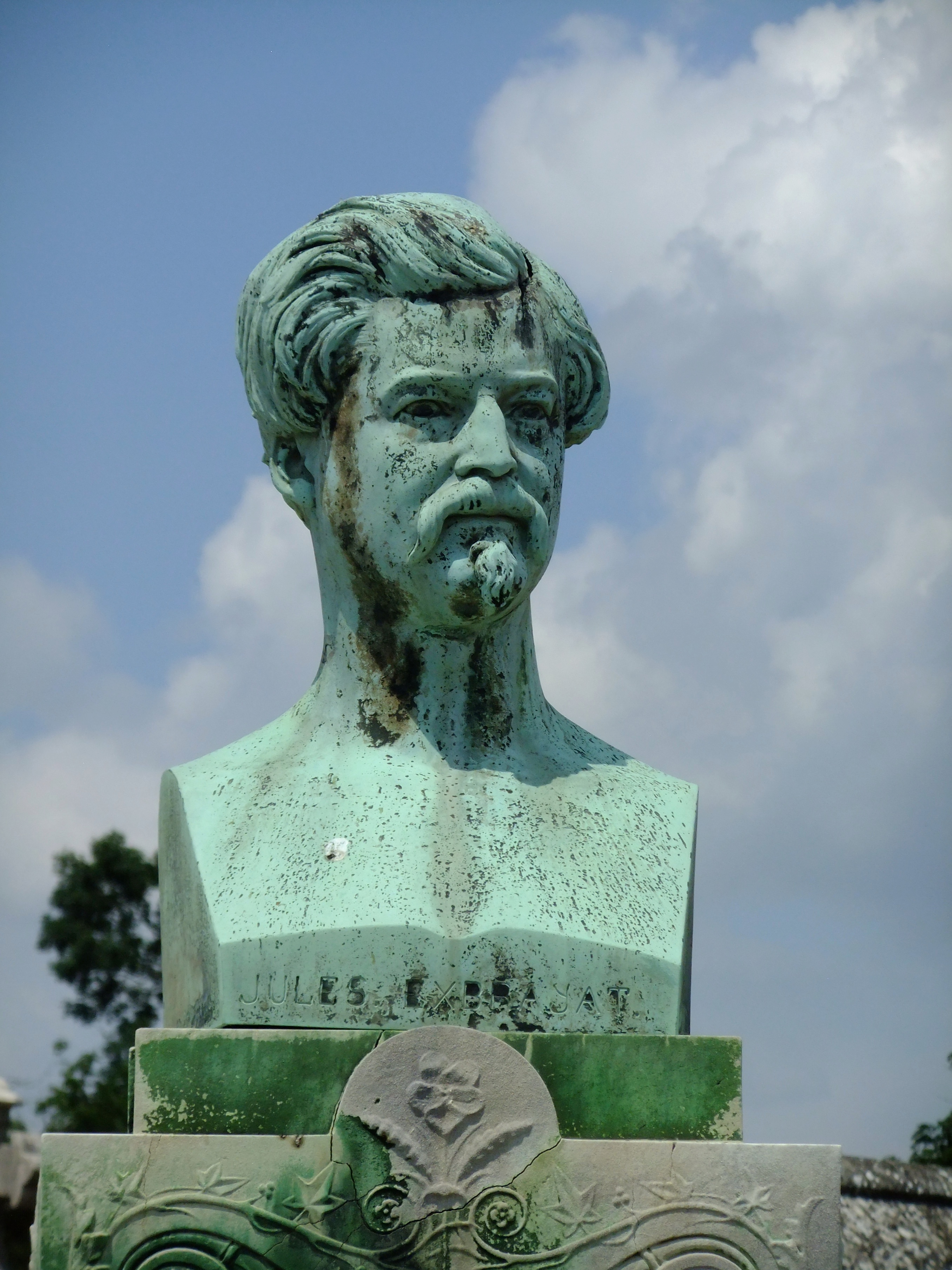
Buste de Jules Exbrayat sur sa tombe au cimetière de Loyasse à Lyon.

Jules Exbrayat étudie à l'École des beaux-arts de Lyon. Enterré au cimetière de Loyasse, il rejoint la société d'architecture de Lyon le 4 juin 1857.

## Réalisations
- Théâtre Massenet à Saint-Étienne[6] (détruit en 1928) ;
- Immeuble au 1, cours Victor Hugo, à Saint-Étienne[7] ;
- Casino lyrique à Saint-Étienne, devenu Espace Culture Forum[8].